# Liste der Naturdenkmale in Altenglan
Die Liste der Naturdenkmale in Altenglan nennt die im Gemeindegebiet von Altenglan ausgewiesenen Naturdenkmale (Stand 27. April 2024).

## Naturdenkmale
| Nr.         | Bezeichnung                          | Lage                                               | Beschreibung                                                                | Bild                                    |
| ----------- | ------------------------------------ | -------------------------------------------------- | --------------------------------------------------------------------------- | --------------------------------------- |
| ND-7336-376 | Laufbrunnen mit zwei Eschen          | Mühlbach, südlich des Ortes; Flur Kahlenborn Lage  | Fraxinus sp., zwei Bäume                                                    | Direkt Bild zu diesem Denkmal hochladen |
| ND-7336-377 | Friedenslinde                        | Altenglan, Kuseler Straße, bei Nr. 2 Lage          | Tilia sp.                                                                   | Direkt Bild zu diesem Denkmal hochladen |
| ND-7336-417 | Geologischer Aufschluss in Altenglan | Altenglan, nördlich des Ortes; Flur Pfarrheck Lage | Typuslokalität der Altenglan-Formation; flächenhaftes Naturdenkmal, 0,14 ha | Direkt Bild zu diesem Denkmal hochladen |